# 張斗耀
張斗耀（？—1627年），山西平阳府蒲州人。明末政治人物。

## 生平
天啓四年（1624年）甲子科陕西乡试举人，天啓五年（1625年）联捷乙丑科進士，官澄城县知县。七年以催逼赋税，引发白水王二起义，张为郑彦夫等人所杀。

## 家族
父张三聘，万历十七年己丑进士，官山东右参政。